# Castilnuevo
Castilnuevo ist ein Ort und eine Gemeinde (municipio) mit 8 Einwohnern (Stand: 2024) im Osten der Provinz Guadalajara in der Autonomen Gemeinschaft Kastilien-La Mancha in Zentralspanien. 

## Lage und Klima
Castilnuevo liegt im Iberischen Gebirge in einer Höhe von 1080 m. Die Entfernung zur westsüdwestlich gelegenen Provinzhauptstadt Guadalajara beträgt ca. 78 Kilometer (Fahrtstrecke). Das Klima ist warm und gemäßigt; die Niederschläge (insgesamt 585 mm) verteilen sich über das Jahr.

## Bevölkerungsentwicklung
| Jahr      | 1960 | 1970 | 1981 | 1991 | 2001 | 2011 | 2021 |
| Einwohner | 84   | 62   | 24   | 12   | 8    | 7    | 6    |

## Sehenswürdigkeiten
- Burganlage von Castilnuevo
- Marienkirche

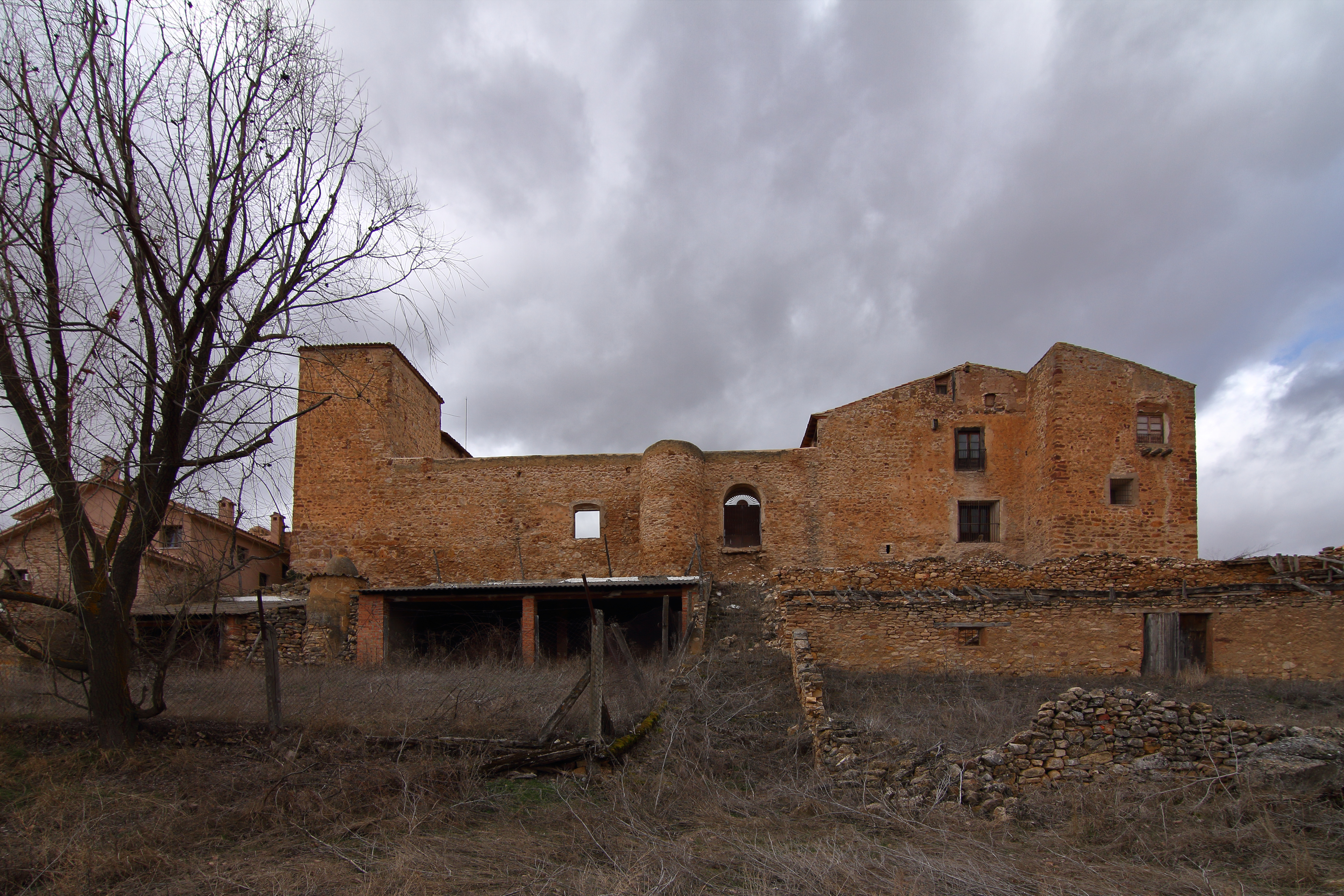
Burgruine von Castilnuevo
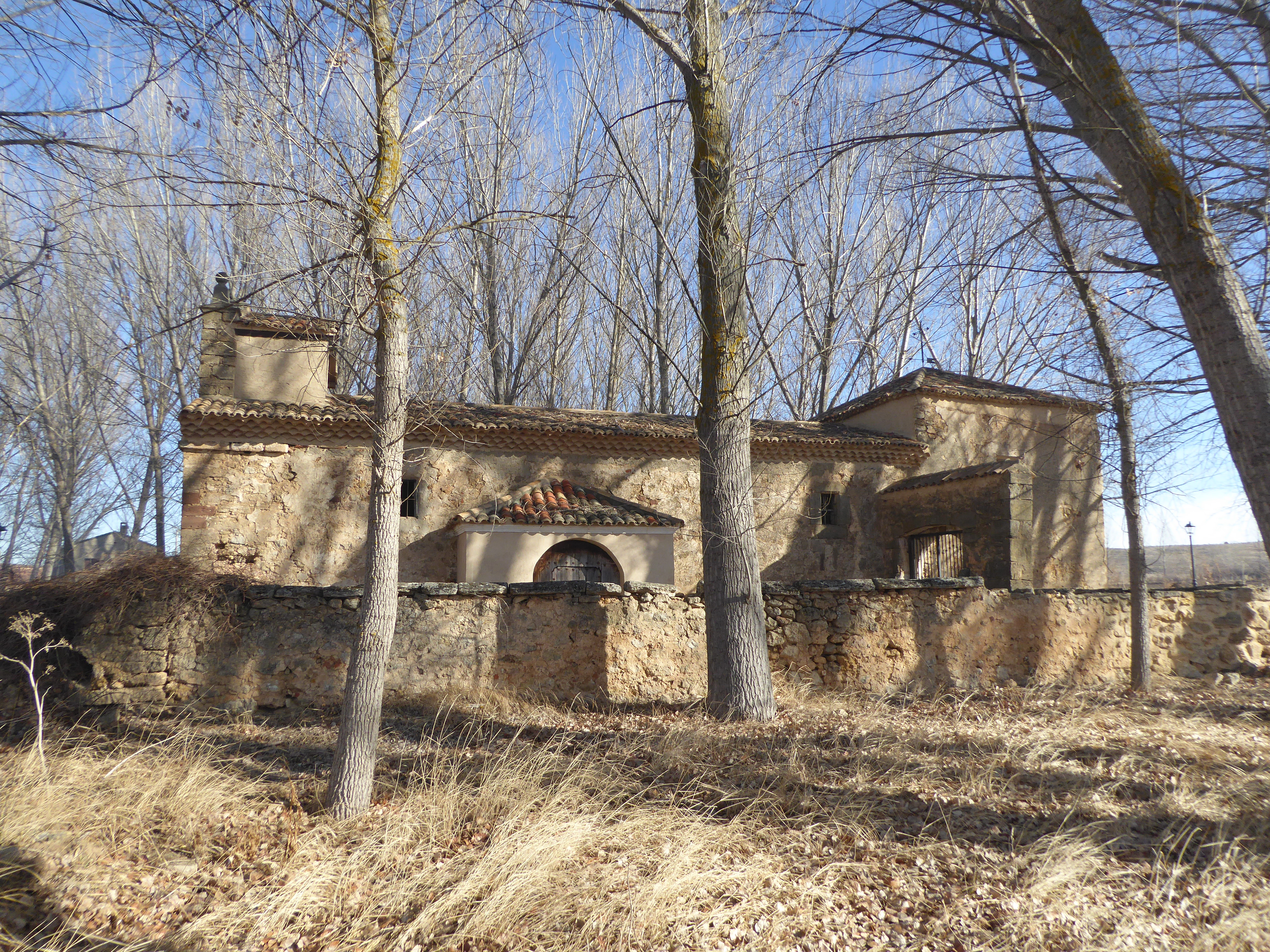
Marienkirche